# Giro de Lombardía 2007
El Giro de Lombardía 2007, la 101.ª edición de esta clásica ciclista, se disputó el sábado 20 de octubre de 2007, con un recorrido de 242 km entre Varese y Como. Damiano Cunego consiguió su segunda victoria de su carrera en el Giro de Lombardía. Damiano Cunego superó otro talento italiano, Riccardo Riccò. Cadel Evans tuvo suficiente con un sexto puesto para llevarse el campeonato del UCI ProTour 2007.

## Clasificación final
| Posición | Ciclista           | Equipo                    | Tiempo    |
| -------- | ------------------ | ------------------------- | --------- |
| 1        | Damiano Cunego     | Lampre-Fondital           | 5h 52'48" |
| 2        | Riccardo Riccò     | Saunier Duval-Prodir      | m. t.     |
| 3        | Samuel Sánchez     | Euskaltel-Euskadi         | + 10"     |
| 4        | Andy Schleck       | Team CSC                  | m. t.     |
| 5        | Davide Rebellin    | Gerolsteiner              | m. t.     |
| 6        | Cadel Evans        | Predictor-Lotto           | m. t.     |
| 7        | Luca Mazzanti      | Ceramica Panaria-Navigare | m. t.     |
| 8        | Thomas Dekker      | Rabobank                  | m. t.     |
| 9        | Giovanni Visconti  | Quick Step-Innergetic     | + 16"     |
| 10       | Christopher Horner | Predictor-Lotto           | m. t.     |